# Paul Vaillant-Couturier
Paul Vaillant-Couturier, pseudonimo di Paul Charles Couturier (Parigi, 8 gennaio 1892 – Parigi, 10 ottobre 1937), è stato uno scrittore, giornalista e politico francese.

## Biografia
Nato in una famiglia di artisti lirici (la madre, Marguerite Vaillant era una cantante celebre tra il 1890 e il 1900), Paul Vaillant-Couturier crebbe nel XVI arrondissement di Parigi. Frequentò il Liceo Janson-de-Sailly e proseguì gli studi fino alla laurea in storia, seguita da un dottorato in diritto. Tuttavia, esercitò il mestiere di avvocato pochissime volte, la prima nel 1924 e poi nel 1930, quando si trovò in contrasto con il Partito Comunista Francese e non aveva altri mezzi di sussistenza.
Interessato all'arte e alla letteratura, partecipò alla rivista anarchica Les Actes des poèts fondata nel 1909 da Roger Dévigne. Tra il 1912 e il 1913 scrisse una raccolta di poesie intitolata La Visite du berger a cui seguiranno alcuni racconti di guerra, pubblicati nel 1919 dalle Editions Clarté, riuniti nella raccolta La guerre de soldats, insieme ad altri testi di Raymond Lefebvre e due testi teatrali. Allo stesso tempo si dedicava anche alla pittura ed espose degli acquerelli al Salon des artistes français. Nel marzo del 1930, un'altra mostra espose una quarantina di dipinti da lui eseguiti durante la prigionia (1928-29).

### Prima guerra mondiale
Dal 1914 Paul Vaillant-Couturier partecipò alla prima guerra mondiale come sottufficiale di fanteria nella stessa formazione di Marcel Fourrier, anch'egli redattore della rivista "Clarté".  Entrò in guerra dandy e ne uscì pacifista e socialista. Nel 1916 venne assegnato all'artiglieria d'assalto e alla fine della guerra ebbe il grado di sottotenente. Durante la guerra di trincea sul fronte della Champagne venne ferito due volte, la prima nel 1915 da schegge di granata e la seconda volta nel 1918. Queste vicende, di cui non si vantò, ispirarono pagine scure e critiche nel suo libro Lettres à mes amis del 1919. Dal 1916 iniziò a dimostrarsi pacifista, anche attraverso alcuni articoli pubblicati in giornali di ispirazione socialista. Per questo comportamento, nel 1918 venne condannato a 30 giorni di prigione.
Per le sue imprese durante la guerra ricevette cinque menzioni, la Médaille militaire e la Croix de guerre, ma non la Legion d'onore come invece riportano alcune fonti..

### Giornalismo
Nel dicembre del 1916, seguendo il suo amico Raymond Lefebvre, si unì alla sezione francese della Seconda Internazionale (SFIO). Nel 1917 creò l'Association républicaine des anciens combattants con Henri Barbusse e Raymond Lefebvre e nel 1919 Clarté, una rivista e un gruppo che cercava di riunire gli intellettuali e gli artisti. Entrambi i progetti miravano ad organizzare uomini e donne ai margini e al di sopra dei partiti politici esistenti in nome della pace.
Nel gennaio 1917 entrò a far parte della redazione del Canard Enchaîné dove strinse amicizia con Henri Béraud e Roland Dorgelès. Da questa collaborazione nacque la rubrica "Les vers s'y mettent" in cui venivano pubblicati epigrammi e filastrocche contro personalità ed istituzioni. Il 18 e il 25 giugno scrisse un'analisi della guerra intitolata "De l'inutilité du poilu pendant la guerre" in cui denunciò la pace imperialista che si intendeva imporre alla Germania. Alla fine della guerra lasciò il Canard Enchaîné. Collaborò anche con La Vérité di Paul Meunier, con Journal du Peuple e con Populaire de Paris di Jean Longuet.
Fu redattore capo del giornale comunista L'Humanité dall'aprile del 1926 al settembre del 1929, e di nuovo dal maggio del 1934 (ufficialmente da luglio 1935) fino alla sua morte improvvisa, nel 1937. Consacratosi alle questioni culturali progetta di fare de L'Humanité "un grand jurnal communiste d'information". Animato da una forte volontà di apertura nei confronti degli intellettuali e delle diverse tendenze politiche della sinistra rivoluzionaria, difese strenuamente sulle pagine de L'Humanité gli anarchici Sacco e Vanzetti.

### Carriera politica

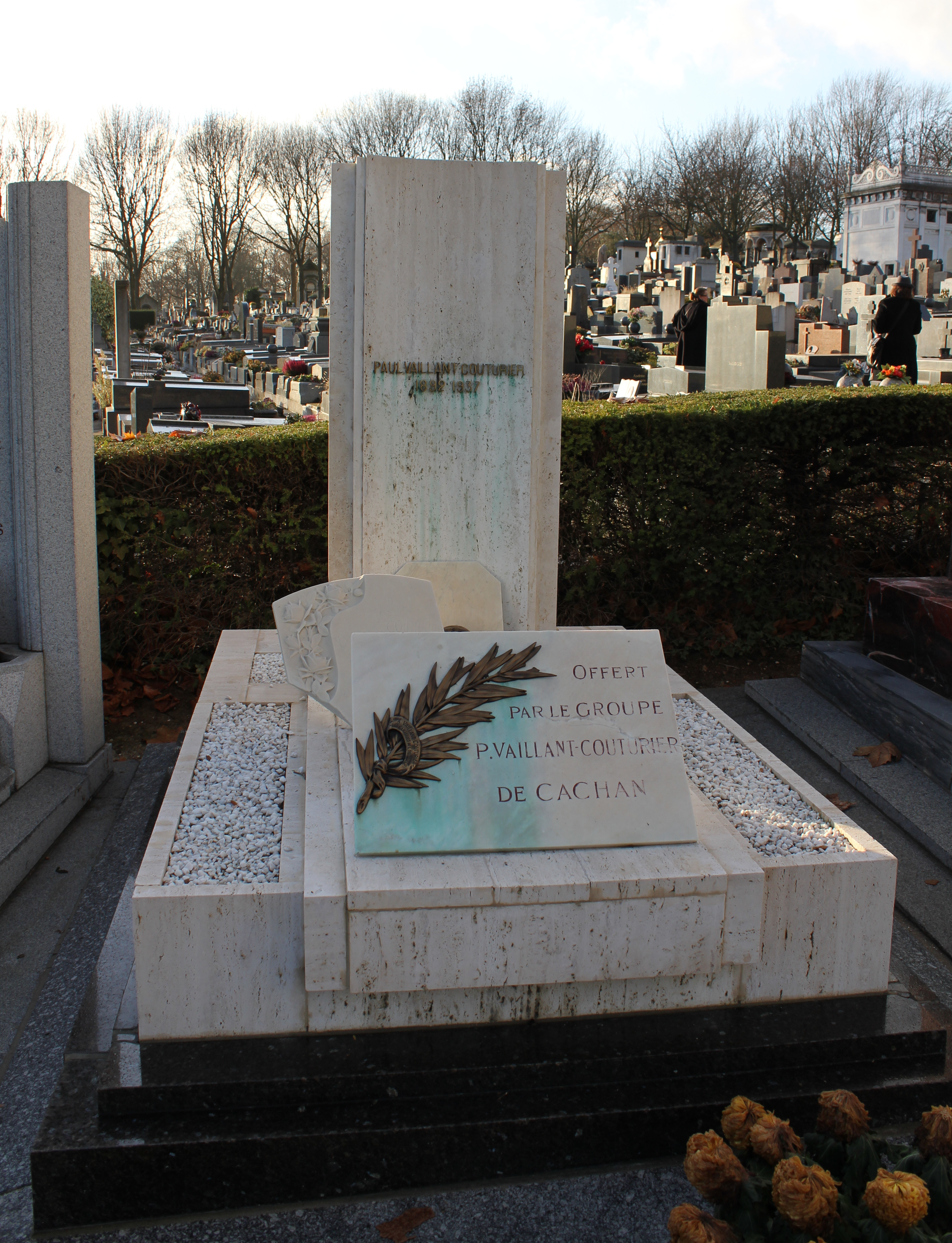
Tomba di Paul Vaillant-Couturier

Nel 1919 fu eletto deputato del 1º distretto di Parigi, con 59 517 voti su 187 445 voti espressi sulla lista SFIO.
Dopo il Congresso di Tours del 1920, in cui fu uno dei relatori, contribuì a fondare il partito comunista francese. La sua grande popolarità gli permette di essere rieletto nel 1924 a capo della lista comunista del dipartimento della Senna.
Nel 1928 i suoi articoli antimilitaristi e antifascisti e le offese a Benito Mussolini lo portarono in carcere, e lì seppe che era stato candidato nella lista comunista per le elezioni comunali del 1929 a Villejuif. Il suo nome era stato inserito dalla direzione del partito comunista francese. Tentò di rifiutare, ma invano. Eletto sindaco, venne rieletto nel 1935. Nel 1936 venne eletto deputato nella circoscrizione di Villejuif. Durante i suoi due mandati di sindaco si dimostrò attento alla cultura e interessato a combattere contro gli effetti della crisi economica che si fecero sentire dal 1932.
Capo redattore di un giornale comunista che ebbe vita breve, L'Internationale, ottenne la stessa carica a L'Humanité, con il supporto di Maurice Thorez e Marcel Cachin. Come direttore del quotidiano comunista, partecipò alle riunioni del Politburo proponendo modifiche per far diventare i quotidiani d'ideologia anche quotidiani d'informazione. Per questo motivo, ricercò la collaborazione di intellettuali affiliati al partito comunista. Queste scelte resero L'Humanité il principale quotidiano del fronte popolare.
Per L'Humanité scrisse anche importanti relazioni sul piano quinquennale sovietico, sulla Cina (nel 1933), sulla Spagna (nel 1934 e nel 1936-37). Nel 1933 partecipò a un congresso antifascista a Shanghai. Similmente, si occupò di importanti indagini su tematiche sociali e culturali in Francia, tra cui i giovani e la crisi economica. Questi temi estendevano il lavoro già svolto nei ranghi dell'Association des écrivains et artistes révolutionnaires (AEAR), da lui fondata nel 1932 dopo il ritorno dall'URSS, su richiesta dell'Unione internazionale degli scrittori rivoluzionari e del politburo del partito comunista francese di cui fu segretario fino al 1936.
Il 2 febbraio 1937 subì un attentato da cui uscì illeso. Morì improvvisamente il 10 ottobre 1937, a 45 anni. Secondo L'Humanité si trattò di una crisi epatica, mentre secondo il suo medico la causa fu un infarto del miocardio. Il suo funerale attirò una folla di decine di migliaia di persone. Il corteo funebre attraversò tutta Parigi fino al cimitero di Père-Lachaise, dove Couturier venne sepolto accanto alla tomba di Henri Barbusse.

## Opere
- La Visite du berger: poèmes (1913)
- La Guerre des soldats: le champ d'honneur (1919) (con Raymond Lefebvre)
- Une permission de détente (1919)
- Lettres à mes amis (1918-1919) (1920)
- Treize danses macabres (1920)
- Trains rouges: poèmes (1922)
- Un mois dans Moscou la rouge (1925)
- Le bal des aveugles (1927)
- Le Père Juillet (1927) (con Léon Moussinac)
- Trois conscrits - Le monstre - Asie (1929)
- The French boy (1931)
- Les géants industriels, les bâtisseurs de la vie nouvelle: neuf mois de voyage dans l'URSS du plan quinquennal (1932)
- Jean-sans-pain: histoire pour tous les enfants (1933)
- Le Talon de fer (1933) (con Jack London e Anatole France)
- Le Malheur d' être jeune (1935)
- Poésie: œuvres choisies (1938)
- Enfance, souvenirs d'enfance et de jeunesse (1938)
- Nous ferons se lever le jour (1947)
- Histoire d'âne pauvre et de cochon gras (1956)
- Vers les lendemains qui chantent (1962)
- Textes littéraires: choisis et présentés par André Stil (1966)
- La chanson de Craonne